# Polietileno

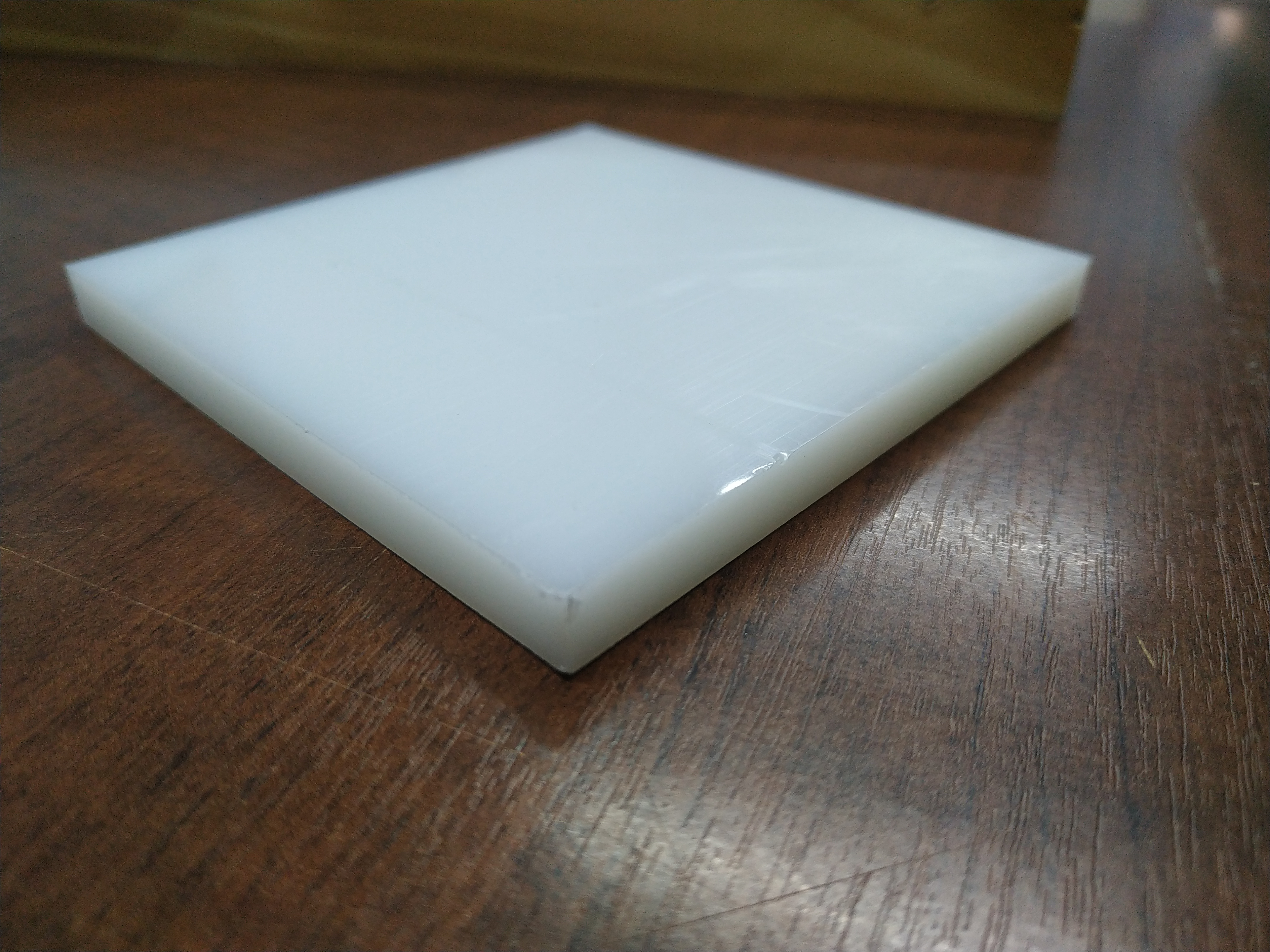
Pedaço de PEAD

O polietileno (ou polieteno, de acordo com a denominação oficial da IUPAC) é quimicamente o polímero mais simples. É representado pela cadeia: (CH2-CH2)n. Devido à sua alta produção mundial, é também o mais barato, sendo um dos tipos de plástico mais comuns. É quimicamente inerte. Obtém-se pela polimerização do etileno (de fórmula química CH2=CH2 e designado eteno pela IUPAC), de que deriva seu nome.
Este polímero pode ser produzido por diferentes reações de polimerização, como por exemplo a polimerização radicalar, polimerização aniônica, polimerização por coordenação ou polimerização catiônica. Cada um destes mecanismos de reação produz um tipo diferente de polietileno.
O polietileno é um polímero linear não ramificado, embora as ramificações sejam comuns em produtos comerciais. As cadeias de polietileno se rompem quando arrefecidas abaixo da sua temperatura de transição vítrea (Tg) tanto em regiões amorfas como semicristalinas.

## Classificação e propriedades físicas
A abreviatura do polietileno geralmente usada é PE. Os polietilenos podem ser classificados em:
- PEBD (em inglês conhecido como LDPE ou PE-LD): Polietileno de Baixa Densidade;
  - Atóxico
  - Flexível
  - Leve
  - Transparente
  - Inerte (ao conteúdo)
  - Impermeável
  - Pouca estabilidade dimensional, mas com processamento fácil
  - Baixo custo

- PEAD (em inglês conhecido como HDPE ou PE-HD): Polietileno de Alta Densidade; densidade igual ou maior que 0,941 g/cm³. Tem um baixo nível de ramificações, com alta densidade e altas forças intermoleculares. A produção de um bom PEAD depende da seleção do catalisador. Alguns dos catalisadores modernos incluem os de Ziegler-Natta, cujo desenvolvimento rendeu o Prêmio Nobel
  - Resistente a altas temperaturas;
  - Alta resistência à tensão; compressão; tração;
  - Baixa densidade em comparação com metais e outros materiais;
  - Impermeável;
  - Inerte (ao conteúdo), baixa reatividade;
  - Atóxico
  - Pouca estabilidade dimensional

- PELBD (em inglês conhecido como LLDPE): Polietileno linear de baixa densidade;

- UHWPE: Polietileno de massa molecular ultra-alta;

- PEX: Polietileno com formação de rede.

| Características                      | PEBD          | PEAD        | PELBD       |
| ------------------------------------ | ------------- | ----------- | ----------- |
| Grau de cristalinidade [%]           | 40 a 50       | 60 a 80     | 30 a 40     |
| densidade [g/cm³]                    | 0,915 a 0,935 | 0,94 a 0,97 | 0,90 a 0,93 |
| Módulo [MPa] a 25 °C                 | ~130          | ~1000       | -           |
| Temperatura de Fusão [°C]            | 105 a 110     | 130 a 135   | 121 a 125   |
| estabilidade química                 | boa           | excelente   | boa         |
| Esforço de ruptura [MPa]             | 8,0-10        | 20,0-30,0   | 10,0-30,0   |
| Elongação à ruptura [%]              | 20            | 12          | 16          |
| Módulo elástico E [MPa]              | 200           | 1000        | -           |
| Coeficiente de expansão linear [K−1] | 1,7 * 10−4    | 2 * 10−4    | 2 * 10−4    |
| Temperatura máxima permissível [°C]  | 80            | 100         | -           |

## Aplicações
- PEBD:
  - Sacolas de todo tipo: supermercados, boutiques, panificação, congelados, industriais, etc.;
  - Embalagem automática de alimentos e produtos industriais: leite, água, plásticos, etc.;
  - Stretch film;
  - Garrafas térmicas e outros produtos térmicos;
  - Frascos: cosméticos, medicamentos e alimentos;
  - Mangueiras para água;

- PEAD:
  - Frascos para: detergentes, shampoo, etc.;
  - Sacolas para supermercados;
  - Caixotes para peixes, refrigerantes, cervejas;
  - Frascos para pintura, sorvetes, azeites;
  - Tambores;
  - Tubulação para gás, telefonia, água potável, lâminas de drenagem e uso sanitário;
  - Também é usado para recobrir lagoas, canais, fossas de neutralização, contratanques, tanques de água, lagoas artificiais, etc..

## Copolímeros de Etileno
Além da polimerização com alfaolefinas, o etileno pode ser polimerizado através de um grande número de monômeros diferentes. Exemplos destes monômeros são o acetato de vinila, que resulta no copolímero de etilenovinil acetato, ou EVA, cujo uso é comum em sandálias e tênis. Também podem ser obtida uma grande variedade de acrilatos.

## História
O polietileno foi sintetizado pela primeira vez pelo químico alemão Hans von Pechmann, que, acidentalmente, o preparou em 1898 enquanto aquecia diazometano. Quando seus colegas Eugen Bamberger e Friedrich Tschirner caracterizaram a substância gasosa e branca criada, descobriram grandes cadeias compostas por -CH2- e o denominaram "polietileno".
Em 27 de Março de 1933, o polietileno foi sintetizado tal como o conhecemos atualmente, por Reginald Gibson e Eric Fawcett, na Inglaterra, que trabalhavam para os Laboratórios ICI. Isto foi possível aplicando-se uma pressão de cerca de 1400 bar e uma temperatura de 170 °C, onde foi obtido o material de alta viscosidade e cor esbranquiçada que se conhece atualmente.
A pressão requerida para conseguir produzir a polimerização do etileno era muito alta, e por isso a investigação sobre catalisadores realizada pelo alemão Karl Ziegler e pelo italiano Giulio Natta, que originou o catalisador Ziegler-Natta, rendeu-lhes o prêmio Nobel em 1963 por sua contribuição científica à química. Com estes catalisadores, é possível a polimerização sob pressão normal.

## Aplicações modernas
O polietileno pode formar uma rede tridimensional quando é submetido a uma reação covalente de vulcanização (cross-linking). O resultado é um polímero com efeito de memória.
Tal efeito consiste na estabilidade ou permanência do material em uma certa temperatura, podendo sua forma ser modificada simplesmente ao aquecer o polímero a essa temperatura. O efeito térmico de memória nos polímeros é diferente do efeito térmico de memória nos metais, encontrado em 1951 por Chang e Read, no qual ocorre uma mudança na estrutura cristalina por meio de uma transformação martensítica. No caso dos polímeros este efeito se baseia em forças de entropia e pontos vulcanizados de estabilidade física ou química.
No caso do polietileno com efeito térmico de memória, os usos mais comuns são películas termoencolhíveis e isolantes.
Outros polímeros que apresentam o efeito térmico de memória são: Poli(norborneno), poliuretanos, poliestireno modificado e quase qualquer polímero ou copolímero que seja cristalino ou amorfo que possa formar uma rede tridimensional. 
Polímeros com problemas para o efeito térmico de memória: Polipropileno.
Outras novas aplicações de PE incluem o composto de serragem e PE em percentuais que vão desde 10% a 70% de madeira. O resultado é um composto estável e de maior densidade que o PE. Um equipamento especial para seu processamento é recomendado, assim como aditivos de acoplamento e auxílios de processo. Em peças grandes, também se usam os espumantes para reduzir a densidade da peça.

## Processamento
O polietileno é usado para diferentes tipos de produtos finais, e para cada um deles são utilizados processos diferentes. Entre os mais comuns, estão:
- Extrusão: Película, cabos, fios, tubulações.
- Moldagem por injeção: Partes em terceira dimensão com formas complexas
- Injeção e sopro: Garrafas de tamanhos diferentes
- Extrusão e sopro: Bolsas ou tubos de calibre fino
- extrusão e sopro de corpos ocos: Garrafas de tamanhos diferentes
- Rotomoldagem: Depósitos e formas ocas de grandes dimensões

O polietileno é um material translúcido, podendo ser modificado com três procedimentos comuns:
- Acrescentar pigmento em pó ao PE antes de seu processamento
- Colorir todo o PE antes de seu processamento
- Usar um concentrado de cor (masterbatch), que representa a forma mais econômica e fácil de colorir um polímero.

São importantes os aditivos para o uso final. Dependendo da função final, são recomendáveis, por exemplo: antioxidantes, antichama, antiestáticos, antibactérias.

## Polietileno verde ou renovável
Obtido da cana-de-açúcar, ou seja da biomassa vegetal matéria-prima renovável. O Brasil é o primeiro país a desenvolver o produto.

### Blenda Polimérica: Polietileno Comum e Polietileno Verde em Embalagens de Shampoo
Durante os últimos anos, uma grande tendência que pôde ser observada foi o aumento do uso de cosméticos no mundo todo, bem como a variedade de produtos utilizados. No entanto, o enfoque sustentável ainda não é colocado em prática pela grande maioria das empresas e, com o aumento no consumo de cosméticos, um problema que se agrava é o esgotamento das reservas de petróleo. 
Os produtos comercializados costumam utilizar o plástico em suas embalagens e derivado do petróleo na sua composição. Segundo estudos publicados pela British Petroleum e citados por Mendonça (2021), as reservas podem acabar em 2067, o que reforça a necessidade de buscar por compostos renováveis para substituir o plástico, como os biopolímeros.
Visando diminuir o impacto que as embalagens de cosméticos geram, será analisado como fazer o processo de blendagem misturando o polietileno de origem fóssil ao polietileno verde. O Polímero Verde captura e fixa CO2 da atmosfera durante sua produção, colaborando na redução da emissão desse gás, o que é benéfico para o meio ambiente já que ele contribui para o efeito estufa.  
Então, feito a partir de eteno obtido da cana-de-açúcar, o polietileno verde possui as mesmas características físicas do polietileno convencional, sendo uma boa opção para o processo de blendagem. Logo, também poderá ser utilizado na produção de embalagens de cosméticos, afinal, com a produção em escala seu custo tenderá a diminuir e se tornar mais acessível.
Outro ponto positivo apresentado, é que por serem materiais termoplásticos eles podem ser moldados, fundindo-se ao serem aquecidos e se solidificando ao serem resfriados. Portanto, podem ser facilmente reciclados, transformando-os em um novo formato, sendo aplicado em diversas propostas e tipos de embalagem.
Para o processo de blendagem do polietileno comum,  O polímero PEAD facilita a possibilidade de moldá-los devido ao fato de se fundirem quando estão aquecidos e se solidificarem ao serem resfriados, outra característica é a praticidade em poder serem reciclados, transformando-os em um novo formato, sendo aplicado em diversas propostas e tipos de embalagem. O Polietileno oferece ótima processabilidade e os frascos produzidos apresentam ótima rigidez e excelente resistência ao impacto.
"O polietileno é muito utilizado por empresas na fabricação de embalagens por conta da sua alta resistência mecânica, química e térmica. Além do mais, também possuem como vantagens o fato de não ser inerte a ácidos oxidantes, baixa resistência mecânica e de impacto, baixa permeabilidade e baixa resistência aos raios ultravioletas e ozônio." (OLIVEIRA, 2008).

#### Blendas Poliméricas
Blendas poliméricas são misturas mecânicas de diferentes plásticos, em que, na maioria dos casos, não há reação química entre eles. Elas são preparadas tendo como principal objetivo a obtenção de materiais com um balanço de propriedades mais equilibradas em casos que polímeros puros utilizados isoladamente não atendem aos requisitos necessários, sendo também uma alternativa econômica para o desenvolvimento de novos materiais, quando comparada à síntese de novos polímeros – ou copolímeros –, cujo custo é mais elevado, destacando assim a relação custo/benefício. 
Os benefícios que a blenda trariam ao produto seriam:
- Redução do uso do Polietileno Convencional
- Custo inferior a só usar Polietileno Verde. O custo agregado ao Polietileno Verde é superior ao do Polietileno Convencional, o que acaba tornando isso um empecilho para a substituição completa

- Não impacta na qualidade do produto

- Absorve CO2 do meio ambiente

Sendo assim, os dois plásticos visualmente iguais, com as mesmas propriedades físicas, cor, aspecto e textura. Por terem as propriedades mecânicas e de processabilidade idênticas, não é necessário investimento em novos maquinários. Além do mais, é uma prática de inovação em sustentabilidade capaz de alavancar o uso de etanol de cana de açúcar e incentivar pesquisas e novas tecnologias de desenvolvimento sustentável.
Por ser uma matéria-prima renovável, a cana-de-açúcar captura e fixa CO2 na atmosfera a cada ciclo de crescimento, colaborando para a redução dos gases causadores do efeito estufa. E, por ter uma capacidade de produção de 200 mil toneladas por ano, torna-se uma alternativa viável para o processo de blendagem com o polietileno convencional.
Assim, o ciclo de vida útil deste produto deve recuperar a energia empregada para a produção do mesmo. Apesar de não serem biodegradáveis, os polímeros verdes sustentáveis são polímeros que durante sua síntese, processamento ou degradação produzem menor impacto ambiental que os de origem fóssil.
E por fim, conclui-se que um dos principais motivos para o uso da blendagem é o fato do polietileno convencional utilizar o petróleo na sua composição, que é um recurso finito. Assim, buscar novos materiais para substituir determinados plásticos e desenvolver novos ciclos é importante para a sustentabilidade da indústria.